# Isabel Torres Dujisin
Isabel Torres Dujisin (Santiago de Chile, 25 de septiembre de 1956) es una historiadora chilena, de ascendencia croata, especializada en el estudio del siglo XX.
Obtuvo la Licenciatura en Historia en la Universidad de Chile (1985), luego una maestría en Ciencias Sociales en la FLACSO (1987) y más recientemente el doctorado en Historia en la Universidad de Córdoba. Durante la dictadura de Pinochet trabajó en la FLACSO, junto a otros destacados intelectuales de izquierda. Desde 1991 se desempeña como académica en la Facultad de Filosofía y Humanidades de la Universidad de Chile.
Se ha dedicado a investigar la trayectoria de los procesos políticos a lo largo del siglo XX, con especial énfasis en la derecha y los sectores populares, así como en el debate intelectual. En varias de sus obras ha colaborado con el destacado sociólogo Tomás Moulián). También ha realizado estudios sobre la comunidad croata. También es pensadora y creadora del repositorio digital Memoria COVID-19 de la Universidad de Chile, de la que actualmente es coordinadora.

## Obras
- La vida de un croata: Pascual Baburizza Soletic, 2003.[2]
- Las candidaturas presidenciales de la derecha: Ross e Ibáñez, 1986 (en coautoría con Tomás Moulián)
- Estudio de la mentalidad y pensamiento político de la élite en 1919, 1986.
- Discusiones entre honorables: las candidaturas presidenciales de la derecha entre 1938 y 1946, 1987 (en coautoría con Tomás Moulián)
- Las candidaturas presidenciales de la derecha: 1946, 1987. (en coautoría con Tomás Moulián)*Concepción de la política e ideal moral en la prensa obrera, 1919-1922, 1987. (en coautoría con Tomás Moulián)
- Historia de mentalidades: concepto y método, 1985.
- La derecha en Chile : evolución histórica y proyecciones a futuro, 1985.[3]
- Los conventillos de Santiago (1900-1930), Cuadernos de Historia 6, 1986.
- La reorganización de los partidos de la derecha entre 1983 y 1988, 1988. (en coautoría con Tomás Moulián)
- La reorganización de los partidos de derecha en Chile, 1983-1987, 1988.
- Historia de los cambios del sistema electoral en Chile: a partir de la Constitución de 1925, 1989.
- Sistema de partidos en la década del sesenta: la fase 1958-1964, 1989. (en coautoría con Tomás Moulián)
- Sistema de partidos en la década del sesenta: antecedentes históricos, 1989. (en coautoría con Tomás Moulián)
- Cómo y desde dónde aproximarse al quiebre del sistema democrático de 1973, 2007.[4][5]
- La utopía de los sesenta: una aproximación al quiebre del sistema democrático en Chile, 1973, Revista Estudios DIGITAL N.º 21, 2008.[6]
- La década de los sesenta en Chile: la utopía como proyecto, HAOL br. 19 2009.[7]
- Cultura, política y sociedad en Chile: 1964 - 1970, ? godine (zajedno s Maríjom Trinidad Palmom C.)[8]
- El imaginario de las elites y los sectores populares, 1919-1922, 2010[9]
- Discusiones entre honorables : triunfos, fracasos y alianzas electorales de la Derecha en Chile, 1938-2010, 2011.[10]